# Emeterio Tacuri Huarcaya
Emeterio Celedonio Tacuri Huarcaya (Santa Rosa, 1947 - Lima, 2011) fue un profesor y político peruano. Fue diputado de la república por el departamento de Puno durante el periodo parlamentario 1980-1985 y representante peruano ante el Parlamento Andino entre 2006 y 2011.
Nació en el Distrito de Santa Rosa, provincia de Melgar, departamento de Puno, Perú , el 3 de marzo de 1947. Hizo sus estudios primarios en la Escuela Primaria N.º 863 de su localidad natal y los secundarios en el Colegio Nacional de Ciencias de la ciudad del Cusco. Dentro de la vida política puneña, fue un dirigente campesino de ideología trotskista destacándose la realización de una huelga de hambre para lograr la creación del distrito de Unicachi.
Su primera participación política se dio en las elecciones generales de 1980 cuando, como miembro del Partido Revolucionario de los Trabajadores, fue elegido Diputado por Puno. Tentó su reelección en las elecciones generales de 1985 por el Partido Socialista de los Trabajadores sin obtener un escaño. En las elecciones generales del Perú de 2006, es elegido como representante por el Perú al Parlamento Andino, por el Partido Nacionalista Peruano. Participó en las elecciones regionales del 2010 como candidato a la presidencia del Gobierno Regional de Puno por el partido Despertar Nacional quedando en último lugar
Falleció en la ciudad de Lima el 21 de julio del 2011.